# Споменик Мињину и Пожарском
Споменик Мињину и Пожарском (рус. Памятник Минину и Пожарскому) је бронзана статуа на Црвеном тргу у Москви, испред Храма Васлилија Блаженог. Саграђен је у помен на принца Дмитрија Пожарског и Кузму Мињина, који су образовали добровољачку армију, која је одбила инвазију Пољско-литванске уније на Москву. Овим догађајем обележен је крај тзв. смутних времена 1612. године.
Идеју за подизање споменика покренуло је Слободно друштво обожавалаца књижевности, науке и уметности, како би се на достојан начин обележила 200-годишњица од тих догађаја. Првобитни пројекат је предвиђао да споменик буде подигнут у Нижњем Новгороду, јер су од тамо Мињин и Пожарски кренули у одбрану Москве. Међутим, цар Александар I наредио је да се споменик сагради на Црвеном тргу. На конкурсу за дизајн споменика победио је вајар Иван Мартос 1808. године. Због Наполеонове инвазије на Русију, споменик је отворен тек 1818. године.
Статуа је у почетку стајала на центру Црвеног трга, али је након Октобарске револуције, споменик сметао при одржавању војних парада на Црвеном тргу. Године 1936, статуа је премештена испред храма Василија Блаженог, где се налази и данас.
Реставрација овог монумента почела је у новембру 2020.године, нису почели да извозе споменик са места садашњег расположења за ту сврху, изнад њега је изграђен специјални павиљон. Реставрацију је спровела Међуобластна научно-реставрациона уметничка управа (МНРХУ) и реставрациона радионица "наслеђе". Акцију су подржали Владимир Машков, Григориј Лепс, Игор Уголников, Оксана Федорова, текла Толстаја. Највећи приватни допринос је дао Владимир Груздев.